# Robbie Henshaw
Robert Anthony Henshaw (12. června 1993, Athlone) je irský ragbista, který hraje jako tříčtvrtka za irský klub Leinster.
Se svým současným klubem vyhrál v letech 2018 až 2021 ligu PRO14 a v roce 2018 vyhrál s Leinsterem i Evropský pohár mistrů. V sezóně 2024/25 přidal triumf v United Rugby Championship. V sezoně 2015/16 vyhrál s klubem Connacht PRO12. V předešlé sezoně byl jako hráč Connachtu vybrán do nejlepší sestavy ligy roku.
S irskou reprezentací vyhrál v letech 2014, 2015, 2018, 2023 a 2024 Six Nations. Svou reprezentační premiéru zažil v roce 2013 proti USA. V roce 2016 pomohl Irsku poprvé v historii porazit Nový Zéland. V roce 2017 a 2021 byl součástí Britských a Irských lvů.